# Vancouver Folk Music Festival
Das Vancouver Folk Music Festival (VFMF) ist ein auf Folkmusik spezialisiertes Musikfestival in der kanadischen Stadt Vancouver, das jedes Jahr am dritten Wochenende des Juli stattfindet. Austragungsort ist der Jericho Beach Park, ein Küstenabschnitt an der English Bay.
Das VFMF fand erstmals 1977 statt. Zu den bekanntesten Künstlern, die hier aufgetreten sind, gehören Ani DiFranco, Utah Phillips, Geoff Berner, Adrian Sherwood, Veda Hille, Feist, K’naan und Suzie Ungerleider. Seit Beginn des 21. Jahrhunderts gehören neben Singer-Songwritern und Weltmusik-Interpreten auch vermehrt Hip-Hop-Formationen zum Programm.
Die Anzahl der Festivalbesucher schwankt zwischen 10.000 und 30.000, je nach Wetter, Bekanntheit der auftretenden Musiker und Konkurrenz durch andere Veranstaltungen. Organisiert wird das Festival von der Folk Music Festival Society und rund 1000 freiwilligen Helfern. Auf Sponsoring von Großkonzernen wird weitgehend verzichtet, die Finanzierung erfolgt stattdessen durch staatliche Behörden, Kulturstiftungen und kleinere lokale Unternehmen.